# Església vella de Sant Pere de Ribes
L'Església vella de Sant Pere de Ribes és un edifici del municipi de Sant Pere de Ribes (Garraf) protegida com a bé cultural d'interès local.

## Descripció
L'antiga església parroquial, situada al barri de Sota-ribes, dalt d'un petit turó i oposada al castell de Ribes, és un edifici de grans dimensions, de tres naus, coberta de teula a dues aigües i grans contraforts. La façana principal queda parcialment oculta degut a construccions posteriors. Aquesta està formada per un portal adovellat, una obertura circular al damunt, rematat amb un acabament en línia recta.
A la zona dreta dels peus hi ha un campanar de base quadrada amb obertures allargades d'arc de mig punt a la zona superior. L'element més interessant del conjunt el constitueix la porta lateral, d'inspiració clàssica. És coneguda amb el nom de "Portal de les ànimes". S'hi accedeix a través de cinc graons i presenta una porta amb arc de mig punt, dovelles radials i brancals de carreus de pedra vista ben escairats. Dues columnes de pedra d'inspiració dòrica sostenen un entaulament format per arquitrau i fris llisos i cornisa sobresortint. El frontó és partit per un nínxol que reprodueix a la seva estructura, la composició de la porta.

## Història
Sembla que els seus orígens es remunten al segle x. Es creu que en temps del bisbe Guilarà existia una esglesiola preromànica, destruïda possiblement el 985 per Almansor. Ja al segle xi es bastí un nou temple, de factura romànica, encàrrec de Geribert o algun dels seus successors, que va perdurar fins a mitjan segle xvii. Ramon de Ribes, i la seva muller crearen el 1233 un benefici a l'altar de Santa Maria, de l'església de Sant Pere. L'onze de març de 1663 el Consell General va acordar engrandir l'església i s'escollí una Junta d'obres.
L'autor del projecte fou el mestre de cases Sebastià Vives que cobrà cent dobles d'or i cinc càrregues de vi. El material i la mà d'obra van ésser facilitades per la Junta d'obres i sufragats pel poble. La construcció s'inicia el setze d'agost de 1663 i s'acabà el vint-i-dos d'abril de 1674. Fins al 1910 funcionà com a església parroquial., quan fou substituïda per la nova església de Sant Pere de Ribes.